# سو لوين لوين
سو لوين لوين (بالبورمية: စိုးလွင်လွင်)‏ هو كاتب أغاني ومغني ميانماري، ولد في 18 سبتمبر 1962، وتوفي في 25 يوليو 1999.